# 久末航
久末 航（ひさすえ わたる、1994年8月19日（30歳） - ）は、日本のピアニスト。滋賀県大津市生まれ。 
3歳でピアノを始める。
辰巳晴生・美行、村上久仁子、田隅靖子各氏の指導を受け、滋賀県立膳所高等学校卒業後、渡独。
2009年、14歳で青山音楽賞新人賞を受賞。
フライブルク音楽大学、パリ国立高等音楽院、ベルリン芸術大学にて研鑽を積み、それぞれ最優秀の成績をもって修了。G.ミショリ、E.シュトロッセ、 P .ドヴァイヨン、K.ヘルヴィヒ各氏に師事。
2025年、エリザベート王妃国際音楽コンクールのピアノ部門で2位(日本人最高位)。